# Robinsia
Robinsia is een monotypisch geslacht van straalvinnige vissen uit de familie van valse murenen (Chlopsidae).

## Soort
- Robinsia catherinae Böhlke & Smith, 1967